# Добжаньский, Хенрик
Хе́нрик Добжа́ньский (псевдоним «Хубаль») (в лит-ре тж. Ге́нрик Добжа́ньский, пол. Henryk Dobrzański «Hubal», 22 июня 1897, Ясло — 30 апреля 1940, Анелин под Опочно) — польский офицер, спортсмен. Герой Первой и Второй мировых войн. Один из первых партизанских командиров Второй мировой войны.

## Биография
Хенрик Добжаньский родился в польской шляхетской семье, прямой потомок (в 15-м колене) знаменитого рыцаря Завиши Чёрного.
В Первую мировую войну добровольцем ушел в формировавшиеся в Австро-Венгрии Польские легионы, в составе 2-го уланского полка участвовал в боях под Стравчанами и под Рараньчей. После создания независимой Польши вступил в её армию. Командовал взводом кавалерии в боях против украинской армии за Львов. Во время советско-польской войны 1919—1921 гг. сражался против Красной армии. За отвагу награждён самым почётным польским военным орденом «Virtuti Militari» (серебряный крест).
В мирное время не оставил военную службу. Как опытный наездник, был членом польской сборной по конному спорту, получил 22 золотых, 3 серебряных и 4 бронзовых медали. В 1925 году в Лондоне завовевал звание лучшего наездника, в 1928 был запасным на Олимпийских играх в Амстердаме.
В 1927 году получил звание майора, летом 1939 назначен на должность заместителя командира 110-го резервного уланского полка.

## Начало войны
В сентябре 1939 года после начала Второй мировой войны майор Добжаньский сражался с немецкими и советскими войсками — в частности, оборонял Гродно. После сдачи города 23 сентября защищавшие его польские войска ушли в нейтральную Литву и были интернированы, и только один 110-й уланский полк отказался выполнить такой приказ и двинулся на помощь осажденной Варшаве. По пути был окружен советскими войсками и прорвался ценой больших потерь. Подполковник Ежи Домбровский вскоре после этого распустил отряд, но около 180 бойцов во главе с Добжаньским продолжили путь. До Варшавы дойти не успели — столица капитулировала 27 сентября. Добжаньский и с ним около 50 человек двинулись на юг, чтобы пробраться во Францию. 1 октября они переправились через Вислу и в тот же день снова вступили в бой с немцами, после чего решили остаться в Свентокшиских горах и дожидаться наступления союзников (Добжаньский надеялся, что оно начнется весной 1940 года).

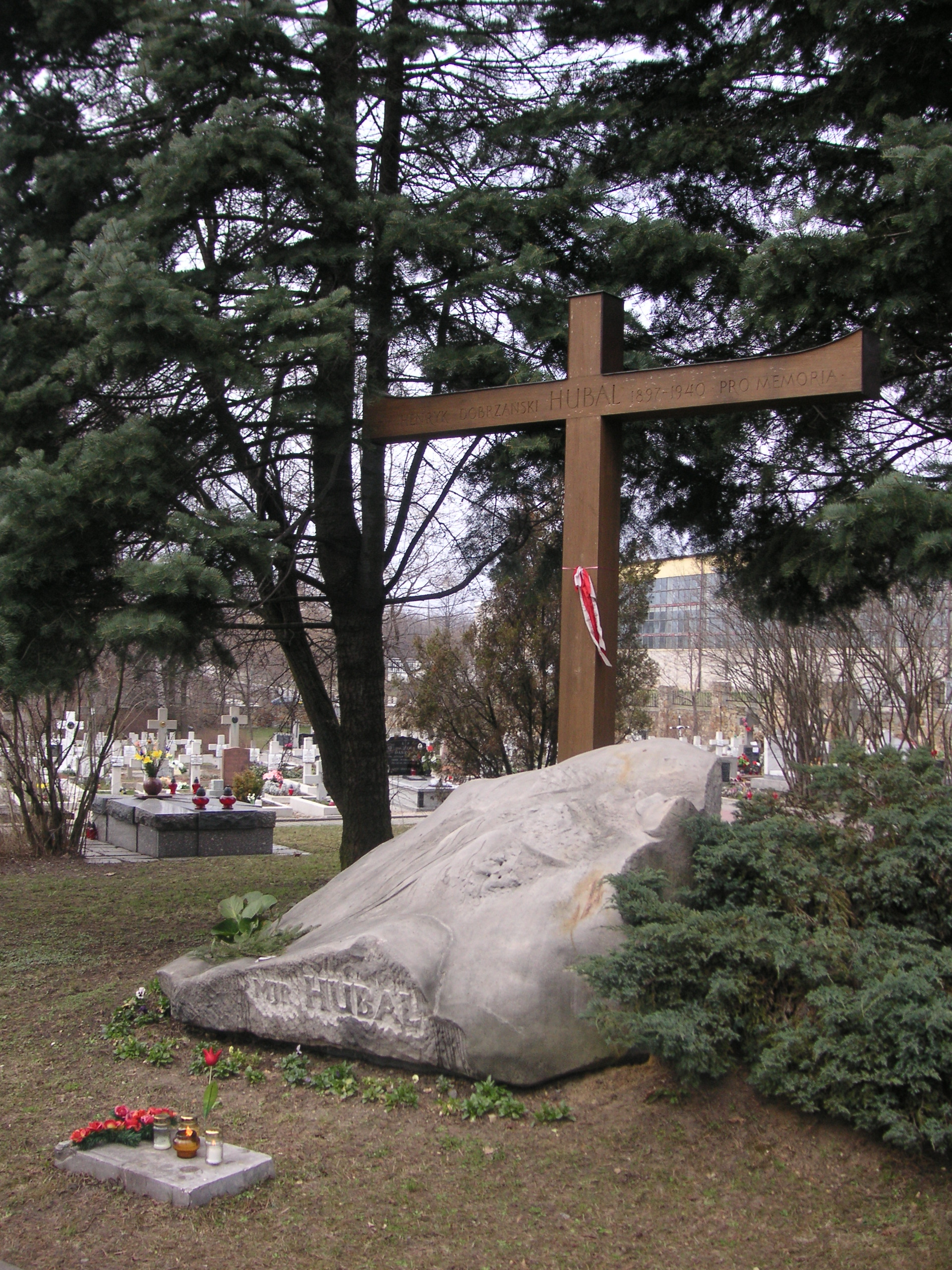
Памятный камень в честь майора Хубаля

5 октября польская армия была окончательно разбита, и Добжаньский стал в полном смысле слова партизаном. Он организовал «Особый отряд Войска польского» и принял над ним командование под псевдонимом «Хубаль», по прозвищу той части рода Добжаньских, к которой принадлежал Хенрик. В начале ноября отряд одержал первую победу над немцами под Цисовником. Местные жители помогали партизанам уходить из немецких ловушек, в ответ немцы развернули репрессии против гражданского населения. В связи с этим руководство подполья (генерал Грабица — Стефан Ровецкий) приказало Добжаньскому распустить отряд и перейти на конспиративное положение, но тот отказался, ответив: 
Do Pana Grabicy, żadnych Grabiców nie znam i znać nie chcę. Rozkazy takowe mam w dupie i na przyszłość przyjmować nie będę
(Г-ну Грабице. Никаких Грабиц не знаю и знать не хочу.  Такие приказы я имею в заднице, и больше их принимать не буду)
 Впрочем, контакты с мирными жителями свёл к минимуму, чтобы не давать повода для репрессий.

## Итоги борьбы. Гибель героя
Продолжая сражаться, Добжаньский наносил значительные потери немцам. В марте 1940 разбил пехотный батальон вермахта под Хуцисками, через несколько дней сильно потрепал другую немецкую часть под Шаласами. Чтобы уничтожить отряд «бешеного майора», немцы сформировали специальную анти-партизанскую группу из SS, пехотных и танковых частей. В операции против партизан, которых было не более 300, немцы задействовали аж 8000 солдат. Во время рейда на Хубаля немцы совершили многочисленные преступления против мирных жителей. В 31 деревне они убили в общей сложности 712 человек и сожгли 620 крестьянских хозяйств (четыре деревни были полностью разрушены). Эти события потрясли «Хубаля», который до сих пор еще не до конца осознавал реалии нацистской оккупации.
30 апреля 1940 года отряд Добжаньского был окружён (предполагают, что в результате предательства) и после тяжёлой битвы разбит, а Добжаньский погиб с оружием в руках.
Немцы нанесли порезы на тело «Хубаля» и выставили его на всеобщее обозрение, а затем доставили в Томашув-Мазовецкий, где они, вероятно, сожгли или похоронили в неизвестном месте. Существует гипотеза, что это был район военных казарм 372-й пехотной дивизии вермахта в Томашуве-Мазовецком.
Оставшиеся в живых бойцы отряда майора Хубаля сражались до 25 июня 1940 года. В этот день это подразделение было окончательно распущено недалеко от Влощовы.

## Наши дни
В 1966 году Добжаньскому посмертно присвоено звание полковника с повторным награждением орденом «Virtuti Militari», на этот раз золотым крестом. О нём снят художественный фильм «Майор Хубаль» (1973) и написано несколько книг.